# Beat Reiser
Beat Reiser OSB (* 11. Februar 1880 in Donzdorf; † 8. September 1940) war ein deutscher Philosoph und Kirchenmusiker.

## Leben
Der Sohn des Karl Reiser und der Viktoria Bundschuh legte die Profess am 4. September 1898, empfing die Priesterweihe am 19. Oktober und feierte die Primiz am 26. Oktober 1902.
Er studierte am Pontificio Ateneo Sant’Anselmo 1902–1904 (Doktor der Philosophie 29. Juni 1904). Er unterrichtete als Lehrer der Philosophie und Rhetorik an der Stiftsschule 1904 bis 1919. Er war Spiritual und Katechet im Pensionat Stella Maris in Rorschach 1919–1920. Seit 1920 war er Philosophieprofessor und Choralmagister in Sant Anselmo in Rom. Er war Redaktor des Chorwächters 1920 bis Ende 1930.

## Schriften (Auswahl)
- Geschichtliche Ableitung des Wesens der Philosophie aus dem Zusammenhang der philosophischen Systeme. Einsiedeln 1909, OCLC 731490544.
- Gedanken über das religiöse Erkennen und Erleben gebildeter Katholiken. Zur Erwägung und Beherzigung dargeboten. Luzern 1918, OCLC 72038536.
- Formalphilosophie oder Logik. Die Wissenschaft und Kunst des richtigen Denkens. Einsiedeln 1920, OCLC 72023060.
- als Herausgeber: Joannis a Sancto Thoma: Ars logica seu de forma et materia ratiocinandi. Turin 1930, OCLC 1074035844.